# Borgo
- Per l'ètnia del Sudan, vegeu Borgo (grup humà)

Borgo (en cors U Borgu) és un municipi francès, situat a la regió de Còrsega, al departament d'Alta Còrsega. L'any 1999 tenia 5.002 habitants.

## Demografia
| 1962 | 1968  | 1975  | 1982  | 1990  | 1999  |
| ---- | ----- | ----- | ----- | ----- | ----- |
| 726  | 1.600 | 2.650 | 3.413 | 3.773 | 5.002 |

## Administració
| Període | Identitat         | Partit | Qualitat |  |
| ------- | ----------------- | ------ | -------- |  |
| 2001-   | Anne-Marie Natali | UMP    |          |  |